# Hockey World League 2016-17 (mannen), ronde 2
Ronde 2 van de Hockey World League 2016-17 (mannen) wordt gehouden in de periode maart - april 2017. De 24 deelnemende landen streden in drie toernooien om acht plaatsen in de halve finale van de Hockey World League.

## Kwalificatie
De negen landen die op de wereldranglijst op de posities 12 tot en met 20 stonden, tijdens het begin van de competitie, waren direct voor deze tweede ronde gekwalificeerd. Maar omdat een van deze landen, Zuid-Afrika, was aangewezen om een halve finale te organiseren, was dat land vrijgesteld van de tweede ronde. Bangladesh en Trinidad en Tobago, die als organisator van een van de drie toernooien was aangewezen, waren ook direct geplaatst en hoefden niet in de eerste ronde te spelen. Ierland was al gekwalificeerd voor ronde 2 op basis van hun positie op de wereldranglijst, voordat zij tot gastland werd verkozen.
Veertien landen kwalificeerden zich via de eerste ronde.
| Data                           | Evenement                                  | Locatie                                    | Quota                         | Gekwalificeerd                                               |
| ------------------------------ | ------------------------------------------ | ------------------------------------------ | ----------------------------- | ------------------------------------------------------------ |
|                                | Nummer 12 t/m 20 op de FIH-wereldranglijst | Nummer 12 t/m 20 op de FIH-wereldranglijst | 8                             | Maleisië Ierland Canada Japan Polen Frankrijk Rusland Egypte |
| Gastland                       | Gastland                                   | 2                                          | Bangladesh Trinidad en Tobago |                                                              |
| 9–17 april 2016                | Hockey World League, ronde 1               | Singapore                                  | 2                             | China Sri Lanka                                              |
| 28 juni - 2 juli 2016          | Hockey World League, ronde 1               | Fiji, Suva                                 | 1                             | Fiji                                                         |
| 30 augustus – 4 september 2016 | Hockey World League, ronde 1               | Tsjechië, Praag                            | 2                             | Oekraïne Italië                                              |
| 6–11 september 2016            | Hockey World League, ronde 1               | Schotland, Glasgow                         | 2                             | Wales Schotland                                              |
| 9–11 september 2016            | Hockey World League, ronde 1               | Turkije, Antalya                           | 1                             | Oostenrijk                                                   |
| 9–11 september 2016            | Hockey World League, ronde 1               | Ghana, Accra                               | 1                             | Ghana                                                        |
| 27 september - 2 oktober 2016  | Hockey World League, ronde 1               | Mexico, Salamanca                          | 1                             | Verenigde Staten                                             |
| 1-9 oktober 2016               | Hockey World League, ronde 1               | Peru, Chiclayo                             | 1                             | Chili                                                        |
| 12 oktober 2016                | aangewezen door FIH                        |                                            | 3                             | Barbados Oman Zwitserland                                    |
| Totaal                         | Totaal                                     | Totaal                                     | 24                            |                                                              |

## Opzet tweede ronde
De 24 landen worden in drie toernooien van elk acht landen ingedeeld. Op elk toernooi plaatsen de twee beste landen zich voor de halve finale. Ook de beste twee nummers drie, gebaseerd op de wereldranglijst, plaatsen zich voor de halve finale.

## Dhaka
In Dhaka, Bangladesh, werd van 4 tot en met 12 maart 2017 gespeeld.
Alle tijden zijn lokale tijden

### Eerste ronde

#### Groep A
| Team       | GS | W | WS | VS | V | DV | DT | DS  | Ptn |
| ---------- | -- | - | -- | -- | - | -- | -- | --- | --- |
| Maleisië   | 3  | 3 | 0  | 0  | 0 | 20 | 2  | +18 | 9   |
| Oman       | 3  | 2 | 0  | 0  | 1 | 11 | 8  | +3  | 6   |
| Bangladesh | 3  | 1 | 0  | 0  | 2 | 7  | 7  | 0   | 3   |
| Fiji       | 3  | 0 | 0  | 0  | 3 | 2  | 23 | −21 | 0   |

| 4 maart 2017 13:45 |           |      |                                                           |
| Oman               | 7–0       | Fiji | Scheidsrechters: Tao Zhinan (CHN) Dayan Dissanayake (SRI) |
|                    | (verslag) |      | Scheidsrechters: Tao Zhinan (CHN) Dayan Dissanayake (SRI) |

| 4 maart 2017 16:00 |           |            |                                                          |
| Maleisië           | 3–0       | Bangladesh | Scheidsrechters: Zeke Newman (AUS) Sherif El-Amari (EGY) |
|                    | (verslag) |            | Scheidsrechters: Zeke Newman (AUS) Sherif El-Amari (EGY) |

| 5 maart 2017 13:45 |           |          |                                                     |
| Oman               | 1–6       | Maleisië | Scheidsrechters: Zeke Newman (AUS) Tao Zhinan (CHN) |
|                    | (verslag) |          | Scheidsrechters: Zeke Newman (AUS) Tao Zhinan (CHN) |

| 5 maart 2017 16:00 |           |      |                                                            |
| Bangladesh         | 5–1       | Fiji | Scheidsrechters: Sherif El-Amari (EGY) Alfred Akrong (GHA) |
|                    | (verslag) |      | Scheidsrechters: Sherif El-Amari (EGY) Alfred Akrong (GHA) |

| 7 maart 2017 09:15 |           |      |                                                            |
| Maleisië           | 11–1      | Fiji | Scheidsrechters: Alfred Akrong (GHA) Sherif El-Amari (EGY) |
|                    | (verslag) |      | Scheidsrechters: Alfred Akrong (GHA) Sherif El-Amari (EGY) |

| 7 maart 2017 16:00 |           |      |                                                     |
| Bangladesh         | 2–3       | Oman | Scheidsrechters: Zeke Newman (AUS) Tao Zhinan (CHN) |
|                    | (verslag) |      | Scheidsrechters: Zeke Newman (AUS) Tao Zhinan (CHN) |

#### Groep B
| Team      | GS | W | WS | VS | V | DV | DT | DS | Ptn |
| --------- | -- | - | -- | -- | - | -- | -- | -- | --- |
| China     | 3  | 2 | 0  | 1  | 0 | 14 | 6  | +8 | 7   |
| Egypte    | 3  | 1 | 2  | 0  | 1 | 9  | 5  | +4 | 7   |
| Ghana     | 3  | 1 | 0  | 1  | 1 | 9  | 12 | −3 | 4   |
| Sri Lanka | 3  | 0 | 0  | 0  | 3 | 7  | 16 | −9 | 0   |

| 4 maart 2017 09:15 |           |       |                                                                   |
| China              | 7–3       | Ghana | Scheidsrechters: Puvalagan Paskaran (MAS) Khalil Al-Balushi (OMA) |
|                    | (verslag) |       | Scheidsrechters: Puvalagan Paskaran (MAS) Khalil Al-Balushi (OMA) |

| 4 maart 2017 11:30 |           |           |                                                            |
| Egypte             | 6–2       | Sri Lanka | Scheidsrechters: Ilanggo Kanabathu (MAS) Shahbaz Ali (BAN) |
|                    | (verslag) |           | Scheidsrechters: Ilanggo Kanabathu (MAS) Shahbaz Ali (BAN) |

| 5 maart 2017 09:15 |           |           |                                                         |
| Ghana              | 5–4       | Sri Lanka | Scheidsrechters: Shahbaz Ali (BAN) Harry Heritage (FIJ) |
|                    | (verslag) |           | Scheidsrechters: Shahbaz Ali (BAN) Harry Heritage (FIJ) |

| 5 maart 2017 11:30 |                         |       |                                                                  |
| Egypte             | 2–2 (3-2 na shoot-outs) | China | Scheidsrechters: Ilanggo Kanabathu (MAS) Khalil Al-Balushi (OMA) |
|                    | (verslag)               |       | Scheidsrechters: Ilanggo Kanabathu (MAS) Khalil Al-Balushi (OMA) |

| 7 maart 2017 11:30 |           |           |                                                                |
| China              | 5–1       | Sri Lanka | Scheidsrechters: Harry Heritage (FIJ) Puvalagan Paskaran (MAS) |
|                    | (verslag) |           | Scheidsrechters: Harry Heritage (FIJ) Puvalagan Paskaran (MAS) |

| 7 maart 2017 13:45 |                         |        |                                                            |
| Ghana              | 1–1 (2-4 na shoot-outs) | Egypte | Scheidsrechters: Ilanggo Kanabathu (MAS) Shahbaz Ali (BAN) |
|                    | (verslag)               |        | Scheidsrechters: Ilanggo Kanabathu (MAS) Shahbaz Ali (BAN) |

### Kwartfinales
| 9 maart 2017 09:15 |           |           |                                                        |
| Maleisië           | 5–2       | Sri Lanka | Scheidsrechters: Alfred Akrong (GHA) Shahbaz Ali (BAN) |
|                    | (verslag) |           | Scheidsrechters: Alfred Akrong (GHA) Shahbaz Ali (BAN) |

| 9 maart 2017 11:30 |           |      |                                                                  |
| China              | 17–0      | Fiji | Scheidsrechters: Dayan Dissanayake (SRI) Khalil Al-Balushi (OMA) |
|                    | (verslag) |      | Scheidsrechters: Dayan Dissanayake (SRI) Khalil Al-Balushi (OMA) |

| 9 maart 2017 13:45 |           |       |                                                                |
| Oman               | 4–3       | Ghana | Scheidsrechters: Ilanggo Kanabathu (MAS) Sherif El-Amari (EGY) |
|                    | (verslag) |       | Scheidsrechters: Ilanggo Kanabathu (MAS) Sherif El-Amari (EGY) |

| 9 maart 2017 16:05 |           |            |                                                     |
| Egypte             | 5–1       | Bangladesh | Scheidsrechters: Zeke Newman (AUS) Tao Zhinan (CHN) |
|                    | (verslag) |            | Scheidsrechters: Zeke Newman (AUS) Tao Zhinan (CHN) |

### Kruisingswedstrijden
Om plaatsen 5-8
| 11 maart 2017 09:15 |           |            |                                                        |
| Sri Lanka           | 0–9       | Bangladesh | Scheidsrechters: Tao Zhinan (CHN) Harry Heritage (FIJ) |
|                     | (verslag) |            | Scheidsrechters: Tao Zhinan (CHN) Harry Heritage (FIJ) |

| 11 maart 2017 11:30 |           |      |                                                                   |
| Ghana               | 11–2      | Fiji | Scheidsrechters: Dayan Dissanayake (SRI) Puvalagan Paskaran (MAS) |
|                     | (verslag) |      | Scheidsrechters: Dayan Dissanayake (SRI) Puvalagan Paskaran (MAS) |

Halve finales
| 11 maart 2017 13:45 |           |        |                                                      |
| Maleisië            | 5–0       | Egypte | Scheidsrechters: Zeke Newman (AUS) Shahbaz Ali (BAN) |
|                     | (verslag) |        | Scheidsrechters: Zeke Newman (AUS) Shahbaz Ali (BAN) |

| 11 maart 2017 16:00 |           |       |                                                                |
| Oman                | 1–5       | China | Scheidsrechters: Ilanggo Kanabathu (MAS) Sherif El-Amari (EGY) |
|                     | (verslag) |       | Scheidsrechters: Ilanggo Kanabathu (MAS) Sherif El-Amari (EGY) |

### Plaatsingswedstrijden
Om de 7e/8e plaats
| 12 maart 2017 09:15 |           |      |                                                        |
| Sri Lanka           | 5–3       | Fiji | Scheidsrechters: Shahbaz Ali (BAN) Alfred Akrong (GHA) |
|                     | (verslag) |      | Scheidsrechters: Shahbaz Ali (BAN) Alfred Akrong (GHA) |

Om de 5e/6e plaats
| 12 maart 2017 11:45 |                         |       |                                                                   |
| Bangladesh          | 3–3 (4-3 na shoot-outs) | Ghana | Scheidsrechters: Khalil Al-Balushi (OMA) Puvalagan Paskaran (MAS) |
|                     | (verslag)               |       | Scheidsrechters: Khalil Al-Balushi (OMA) Puvalagan Paskaran (MAS) |

Om de 3e/4e plaats
| 12 maart 2017 13:45 |           |      |                                                           |
| Egypte              | 5–1       | Oman | Scheidsrechters: Tao Zhinan (CHN) Ilanggo Kanabathu (MAS) |
|                     | (verslag) |      | Scheidsrechters: Tao Zhinan (CHN) Ilanggo Kanabathu (MAS) |

Finale
| 12 maart 2017 16:00 |                         |       |                                                          |
| Maleisië            | 2–2 (5-3 na shoot-outs) | China | Scheidsrechters: Sherif El-Amari (EGY) Zeke Newman (AUS) |
|                     | (verslag)               |       | Scheidsrechters: Sherif El-Amari (EGY) Zeke Newman (AUS) |

### Eindrangschikking
| Rang   | Land       |
| ------ | ---------- |
| Goud   | Maleisië   |
| Zilver | China      |
| Brons  | Egypte     |
| 4      | Oman       |
| 5      | Bangladesh |
| 6      | Ghana      |
| 7      | Sri Lanka  |
| 8      | Fiji       |

## Belfast
In Belfast, Noord-Ierland, werd gespeeld van 11 tot en met 19 maart 2017.
Alle tijden zijn lokale tijden

### Eerste ronde

#### Groep A
| Team       | GS | W | WS | VS | V | DV | DT | DS  | Ptn |
| ---------- | -- | - | -- | -- | - | -- | -- | --- | --- |
| Ierland    | 3  | 2 | 1  | 0  | 0 | 11 | 3  | +8  | 8   |
| Oostenrijk | 3  | 1 | 1  | 1  | 0 | 6  | 4  | +2  | 6   |
| Italië     | 3  | 1 | 0  | 1  | 1 | 7  | 4  | +3  | 4   |
| Oekraïne   | 3  | 0 | 0  | 0  | 3 | 6  | 19 | −13 | 0   |

| 11 maart 2017 15:00 |           |          |                                                         |
| Ierland             | 9–2       | Oekraïne | Scheidsrechters: Xavier Fenaert (FRA) Ian Diamond (SCO) |
|                     | (verslag) |          | Scheidsrechters: Xavier Fenaert (FRA) Ian Diamond (SCO) |

| 11 maart 2017 17:15 |                         |        |                                                      |
| Oostenrijk          | 1–1 (4-3 na shoot-outs) | Italië | Scheidsrechters: Bruce Bale (ENG) Jamie Hooper (WAL) |
|                     | (verslag)               |        | Scheidsrechters: Bruce Bale (ENG) Jamie Hooper (WAL) |

| 12 maart 2017 14:30 |                         |         |                                                             |
| Oostenrijk          | 1–1 (2-4 na shoot-outs) | Ierland | Scheidsrechters: Sebastien Duterme (BEL) Jamie Hooper (WAL) |
|                     | (verslag)               |         | Scheidsrechters: Sebastien Duterme (BEL) Jamie Hooper (WAL) |

| 12 maart 2017 16:45 |           |        |                                                               |
| Oekraïne            | 2–6       | Italië | Scheidsrechters: Ian Diamond (SCO) Łukasz Zwierzchowski (POL) |
|                     | (verslag) |        | Scheidsrechters: Ian Diamond (SCO) Łukasz Zwierzchowski (POL) |

| 14 maart 2017 14:30 |           |        |                                                             |
| Ierland             | 1–0       | Italië | Scheidsrechters: Sebastien Duterme (BEL) Jamie Hooper (WAL) |
|                     | (verslag) |        | Scheidsrechters: Sebastien Duterme (BEL) Jamie Hooper (WAL) |

| 14 maart 2017 16:45 |           |            |                                                                  |
| Oekraïne            | 2–4       | Oostenrijk | Scheidsrechters: Xavier Fenaert (FRA) Łukasz Zwierzchowski (POL) |
|                     | (verslag) |            | Scheidsrechters: Xavier Fenaert (FRA) Łukasz Zwierzchowski (POL) |

#### Groep B
| Team      | GS | W | WS | VS | V | DV | DT | DS | Ptn |
| --------- | -- | - | -- | -- | - | -- | -- | -- | --- |
| Frankrijk | 3  | 3 | 0  | 0  | 0 | 7  | 2  | +5 | 9   |
| Wales     | 3  | 1 | 1  | 0  | 1 | 5  | 4  | +1 | 5   |
| Schotland | 3  | 1 | 0  | 1  | 1 | 5  | 6  | −1 | 4   |
| Polen     | 3  | 0 | 0  | 0  | 3 | 3  | 8  | −5 | 0   |

| 11 maart 2017 10:30 |           |           |                                                                |
| Frankrijk           | 3–1       | Schotland | Scheidsrechters: Sebastien Duterme (BEL) Oliver Tarnoczi (AUT) |
|                     | (verslag) |           | Scheidsrechters: Sebastien Duterme (BEL) Oliver Tarnoczi (AUT) |

| 11 maart 2017 12:45 |           |       |                                                                |
| Polen               | 1–3       | Wales | Scheidsrechters: Vincenzo Ilgrande (ITA) Malcolm Coombes (IRL) |
|                     | (verslag) |       | Scheidsrechters: Vincenzo Ilgrande (ITA) Malcolm Coombes (IRL) |

| 12 maart 2017 10:30 |           |           |                                                         |
| Polen               | 1–3       | Frankrijk | Scheidsrechters: Bruce Bale (ENG) Oliver Tarnoczi (AUT) |
|                     | (verslag) |           | Scheidsrechters: Bruce Bale (ENG) Oliver Tarnoczi (AUT) |

| 12 maart 2017 12:45 |                         |       |                                                                  |
| Schotland           | 2–2 (2-4 na shoot-outs) | Wales | Scheidsrechters: Maksym Perepelytsya (UKR) Malcolm Coombes (IRL) |
|                     | (verslag)               |       | Scheidsrechters: Maksym Perepelytsya (UKR) Malcolm Coombes (IRL) |

| 14 maart 2017 10:00 |           |       |                                                                    |
| Schotland           | 2–1       | Polen | Scheidsrechters: Maksym Perepelytsya (UKR) Vincenzo Ilgrande (ITA) |
|                     | (verslag) |       | Scheidsrechters: Maksym Perepelytsya (UKR) Vincenzo Ilgrande (ITA) |

| 14 maart 2017 12:45 |           |       |                                                     |
| Frankrijk           | 1–0       | Wales | Scheidsrechters: Bruce Bale (ENG) Ian Diamond (SCO) |
|                     | (verslag) |       | Scheidsrechters: Bruce Bale (ENG) Ian Diamond (SCO) |

### Kwartfinales
| 16 maart 2017 10:00 |           |          |                                                         |
| Frankrijk           | 11–2      | Oekraïne | Scheidsrechters: Bruce Bale (ENG) Oliver Tarnoczi (AUT) |
|                     | (verslag) |          | Scheidsrechters: Bruce Bale (ENG) Oliver Tarnoczi (AUT) |

| 16 maart 2017 12:15 |           |        |                                                                    |
| Wales               | 3–0       | Italië | Scheidsrechters: Sebastien Duterme (BEL) Maksym Perepelytsya (UKR) |
|                     | (verslag) |        | Scheidsrechters: Sebastien Duterme (BEL) Maksym Perepelytsya (UKR) |

| 16 maart 2017 14:30 |                         |           |                                                             |
| Oostenrijk          | 5–5 (2-4 na shoot-outs) | Schotland | Scheidsrechters: Xavier Fenaert (FRA) Malcolm Coombes (IRL) |
|                     | (verslag)               |           | Scheidsrechters: Xavier Fenaert (FRA) Malcolm Coombes (IRL) |

| 16 maart 2017 16:45 |           |       |                                                            |
| Ierland             | 5–1       | Polen | Scheidsrechters: Ian Diamond (SCO) Vincenzo Ilgrande (ITA) |
|                     | (verslag) |       | Scheidsrechters: Ian Diamond (SCO) Vincenzo Ilgrande (ITA) |

### Kruisingswedstrijden
Om plaatsen 5-8
| 18 maart 2017 10:00 |           |          |                                                                  |
| Oostenrijk          | 6–1       | Oekraïne | Scheidsrechters: Xavier Fenaert (FRA) Łukasz Zwierzchowski (POL) |
|                     | (verslag) |          | Scheidsrechters: Xavier Fenaert (FRA) Łukasz Zwierzchowski (POL) |

| 18 maart 2017 12:45 |           |        |                                                               |
| Polen               | 2–1       | Italië | Scheidsrechters: Maksym Perepelytsya (UKR) Jamie Hooper (WAL) |
|                     | (verslag) |        | Scheidsrechters: Maksym Perepelytsya (UKR) Jamie Hooper (WAL) |

Halve finales
| 18 maart 2017 14:30 |           |       |                                                     |
| Ierland             | 3–1       | Wales | Scheidsrechters: Bruce Bale (ENG) Ian Diamond (SCO) |
|                     | (verslag) |       | Scheidsrechters: Bruce Bale (ENG) Ian Diamond (SCO) |

| 18 maart 2017 16:45 |           |           |                                                                  |
| Schotland           | 0–2       | Frankrijk | Scheidsrechters: Sebastien Duterme (BEL) Vincenzo Ilgrande (ITA) |
|                     | (verslag) |           | Scheidsrechters: Sebastien Duterme (BEL) Vincenzo Ilgrande (ITA) |

### Plaatsingswedstrijden
Om de 7e/8e plaats
| 19 maart 2017 10:00 |           |        |                                                                   |
| Oekraïne            | 2–4       | Italië | Scheidsrechters: Oliver Tarnoczi (AUT) Łukasz Zwierzchowski (POL) |
|                     | (verslag) |        | Scheidsrechters: Oliver Tarnoczi (AUT) Łukasz Zwierzchowski (POL) |

Om de 5e/6e plaats
| 19 maart 2017 12:15 |           |       |                                                                  |
| Oostenrijk          | 2–1       | Polen | Scheidsrechters: Maksym Perepelytsya (UKR) Malcolm Coombes (IRL) |
|                     | (verslag) |       | Scheidsrechters: Maksym Perepelytsya (UKR) Malcolm Coombes (IRL) |

Om de 3e/4e plaats
| 19 maart 2017 14:30 |           |           |                                                               |
| Wales               | 0–4       | Schotland | Scheidsrechters: Sebastien Duterme (BEL) Xavier Fenaert (FRA) |
|                     | (verslag) |           | Scheidsrechters: Sebastien Duterme (BEL) Xavier Fenaert (FRA) |

Finale
| 19 maart 2017 16:45 |                         |           |                                                           |
| Ierland             | 1–1 (4-2 na shoot-outs) | Frankrijk | Scheidsrechters: Bruce Bale (ENG) Vincenzo Ilgrande (ITA) |
|                     | (verslag)               |           | Scheidsrechters: Bruce Bale (ENG) Vincenzo Ilgrande (ITA) |

### Eindrangschikking
| Rang   | Land       |
| ------ | ---------- |
| Goud   | Ierland    |
| Zilver | Frankrijk  |
| Brons  | Schotland  |
| 4      | Wales      |
| 5      | Oostenrijk |
| 6      | Polen      |
| 7      | Italië     |
| 8      | Oekraïne   |

## Tacarigua
In Tacarigua, Trinidad en Tobago, werd gespeeld van 25 maart tot en met 2 april 2017. De twee beste landen plaatsten zich voor de halve finale.
Alle tijden zijn lokale tijden

### Eerste ronde

#### Groep A
| Team             | GS | W | WS | VS | V | DV | DT | DS  | Ptn |
| ---------------- | -- | - | -- | -- | - | -- | -- | --- | --- |
| Canada           | 3  | 3 | 0  | 0  | 0 | 19 | 3  | +16 | 9   |
| Verenigde Staten | 3  | 1 | 1  | 0  | 1 | 11 | 7  | +4  | 5   |
| Chili            | 3  | 1 | 0  | 1  | 1 | 5  | 8  | −3  | 4   |
| Barbados         | 3  | 0 | 0  | 0  | 3 | 2  | 19 | −17 | 0   |

| 25 maart 2017 13:15 |           |                  |                                                               |
| Canada              | 4–2       | Verenigde Staten | Scheidsrechters: Federico García (URU) Chahir Panschiri (SUI) |
|                     | (verslag) |                  | Scheidsrechters: Federico García (URU) Chahir Panschiri (SUI) |

| 25 maart 2017 15:30 |           |          |                                                                |
| Chili               | 2–1       | Barbados | Scheidsrechters: Michihiko Watanabe (JPN) Dimitry Zhabin (RUS) |
|                     | (verslag) |          | Scheidsrechters: Michihiko Watanabe (JPN) Dimitry Zhabin (RUS) |

| 26 maart 2017 13:15 |           |          |                                                                |
| Verenigde Staten    | 7–1       | Barbados | Scheidsrechters: Michihiko Watanabe (JPN) Dimitry Zhabin (RUS) |
|                     | (verslag) |          | Scheidsrechters: Michihiko Watanabe (JPN) Dimitry Zhabin (RUS) |

| 26 maart 2017 15:30 |           |        |                                                                |
| Chili               | 1–5       | Canada | Scheidsrechters: Donny Gobinsingh (TRI) Chahir Panschiri (SUI) |
|                     | (verslag) |        | Scheidsrechters: Donny Gobinsingh (TRI) Chahir Panschiri (SUI) |

| 28 maart 2017 15:30 |                         |       |                                                               |
| Verenigde Staten    | 2–2 (2-0 na shoot-outs) | Chili | Scheidsrechters: Federico García (URU) Donny Gobinsingh (TRI) |
|                     | (verslag)               |       | Scheidsrechters: Federico García (URU) Donny Gobinsingh (TRI) |

| 28 maart 2017 17:45 |           |          |                                                                  |
| Canada              | 10–0      | Barbados | Scheidsrechters: Chahir Panschiri (SUI) Michihiko Watanabe (JPN) |
|                     | (verslag) |          | Scheidsrechters: Chahir Panschiri (SUI) Michihiko Watanabe (JPN) |

#### Groep B
| Team               | GS | W | WS | VS | V | DV | DT | DS  | Ptn |
| ------------------ | -- | - | -- | -- | - | -- | -- | --- | --- |
| Japan              | 3  | 3 | 0  | 0  | 0 | 11 | 2  | +9  | 9   |
| Rusland            | 3  | 2 | 0  | 0  | 1 | 8  | 5  | +3  | 6   |
| Trinidad en Tobago | 3  | 1 | 0  | 0  | 2 | 8  | 10 | −2  | 3   |
| Zwitserland        | 3  | 0 | 0  | 0  | 3 | 3  | 13 | −10 | 0   |

| 25 maart 2017 17:45 |           |             |                                                            |
| Japan               | 3–0       | Zwitserland | Scheidsrechters: Guillermo Poblete (CHI) Shane Lewis (BAR) |
|                     | (verslag) |             | Scheidsrechters: Guillermo Poblete (CHI) Shane Lewis (BAR) |

| 25 maart 2017 20:00 |           |                    |                                                         |
| Rusland             | 3–1       | Trinidad en Tobago | Scheidsrechters: Andrés Ledesma (ARG) Tyler Klenk (CAN) |
|                     | (verslag) |                    | Scheidsrechters: Andrés Ledesma (ARG) Tyler Klenk (CAN) |

| 26 maart 2017 17:45 |           |       |                                                           |
| Rusland             | 1–3       | Japan | Scheidsrechters: Andrés Ledesma (ARG) Lance Sarabia (USA) |
|                     | (verslag) |       | Scheidsrechters: Andrés Ledesma (ARG) Lance Sarabia (USA) |

| 26 maart 2017 20:00 |           |                    |                                                          |
| Zwitserland         | 2–6       | Trinidad en Tobago | Scheidsrechters: Federico García (URU) Shane Lewis (BAR) |
|                     | (verslag) |                    | Scheidsrechters: Federico García (URU) Shane Lewis (BAR) |

| 28 maart 2017 13:15 |           |         |                                                              |
| Zwitserland         | 1–4       | Rusland | Scheidsrechters: Lance Sarabia (USA) Guillermo Poblete (CHI) |
|                     | (verslag) |         | Scheidsrechters: Lance Sarabia (USA) Guillermo Poblete (CHI) |

| 28 maart 2017 20:00 |           |                    |                                                         |
| Japan               | 5–1       | Trinidad en Tobago | Scheidsrechters: Tyler Klenk (CAN) Andrés Ledesma (ARG) |
|                     | (verslag) |                    | Scheidsrechters: Tyler Klenk (CAN) Andrés Ledesma (ARG) |

### Kwartfinales
| 30 maart 2017 13:15 |           |             |                                                              |
| Canada              | 2–1       | Zwitserland | Scheidsrechters: Donny Gobinsingh (TRI) Dimitry Zhabin (RUS) |
|                     | (verslag) |             | Scheidsrechters: Donny Gobinsingh (TRI) Dimitry Zhabin (RUS) |

| 30 maart 2017 15:30 |           |       |                                                             |
| Rusland             | 4–2       | Chili | Scheidsrechters: Michihiko Watanabe (JPN) Shane Lewis (BAR) |
|                     | (verslag) |       | Scheidsrechters: Michihiko Watanabe (JPN) Shane Lewis (BAR) |

| 30 maart 2017 17:45 |           |          |                                                              |
| Japan               | 5–0       | Barbados | Scheidsrechters: Lance Sarabia (USA) Guillermo Poblete (CHI) |
|                     | (verslag) |          | Scheidsrechters: Lance Sarabia (USA) Guillermo Poblete (CHI) |

| 30 maart 2017 20:00 |                         |                    |                                                             |
| Verenigde Staten    | 2–2 (3-2 na shoot-outs) | Trinidad en Tobago | Scheidsrechters: Federico García (URU) Andrés Ledesma (ARG) |
|                     | (verslag)               |                    | Scheidsrechters: Federico García (URU) Andrés Ledesma (ARG) |

### Kruisingswedstrijden
Om plaatsen 5-8
| 1 april 2017 13:15 |           |       |                                                             |
| Zwitserland        | 4–2       | Chili | Scheidsrechters: Lance Sarabia (USA) Donny Gobinsingh (TRI) |
|                    | (verslag) |       | Scheidsrechters: Lance Sarabia (USA) Donny Gobinsingh (TRI) |

| 1 april 2017 15:30 |           |          |                                                              |
| Trinidad en Tobago | 3–1       | Barbados | Scheidsrechters: Dimitry Zhabin (RUS) Chahir Panschiri (SUI) |
|                    | (verslag) |          | Scheidsrechters: Dimitry Zhabin (RUS) Chahir Panschiri (SUI) |

Halve finales
| 1 april 2017 17:45 |           |         |                                                                 |
| Canada             | 4–1       | Rusland | Scheidsrechters: Federico García (URU) Michihiko Watanabe (JPN) |
|                    | (verslag) |         | Scheidsrechters: Federico García (URU) Michihiko Watanabe (JPN) |

| 1 april 2017 20:00 |           |       |                                                         |
| Verenigde Staten   | 0–2       | Japan | Scheidsrechters: Andrés Ledesma (ARG) Tyler Klenk (CAN) |
|                    | (verslag) |       | Scheidsrechters: Andrés Ledesma (ARG) Tyler Klenk (CAN) |

### Plaatsingswedstrijden
Om de 7e/8e plaats
| 2 april 2017 13:15 |                         |          |                                                             |
| Chili              | 0–0 (3-1 na shoot-outs) | Barbados | Scheidsrechters: Chahir Panschiri (SUI) Lance Sarabia (USA) |
|                    | (verslag)               |          | Scheidsrechters: Chahir Panschiri (SUI) Lance Sarabia (USA) |

Om de 5e/6e plaats
| 2 april 2017 15:30 |           |                    |                                                      |
| Zwitserland        | 2–3       | Trinidad en Tobago | Scheidsrechters: Shane Lewis (BAR) Tyler Klenk (CAN) |
|                    | (verslag) |                    | Scheidsrechters: Shane Lewis (BAR) Tyler Klenk (CAN) |

Om de 3e/4e plaats
| 2 april 2017 17:45 |                         |                  |                                                                |
| Rusland            | 2–2 (1-2 na shoot-outs) | Verenigde Staten | Scheidsrechters: Michihiko Watanabe (JPN) Andrés Ledesma (ARG) |
|                    | (verslag)               |                  | Scheidsrechters: Michihiko Watanabe (JPN) Andrés Ledesma (ARG) |

Finale
| 2 april 2017 20:00 |           |       |                                                             |
| Canada             | 1–2       | Japan | Scheidsrechters: Federico García (URU) Dimitry Zhabin (RUS) |
|                    | (verslag) |       | Scheidsrechters: Federico García (URU) Dimitry Zhabin (RUS) |

### Eindrangschikking
| Rang   | Land               |
| ------ | ------------------ |
| Goud   | Japan              |
| Zilver | Canada             |
| Brons  | Verenigde Staten   |
| 4      | Rusland            |
| 5      | Trinidad en Tobago |
| 6      | Zwitserland        |
| 7      | Chili              |
| 8      | Barbados           |